# 논우렁이상과
논우렁이상과(Cyclophoroidea)는 담수에 사는 수생 달팽이로 복족류 연체동물 상과의 하나이다. 신생복족류에 포함되는 고설류에 속한다. 우렁이가 이 분류에 속한다.
2005년 부쉐와 로크루아(Bouchet & Rocroi)의 복족류 분류는 아래의 2개 과를 하위 분류로 인정하고 있다.
- 논우렁이상과(Viviparoidea)
  - 논우렁이과(Viviparidae)
  - † Pliopholygidae